# Frank Callaway
Sir Frank Adams Callaway AO CMG OBE (* 16. Mai 1919 in Timaru, Neuseeland; † 22. Februar 2003 in Perth, Australien) war ein neuseeländischer Musiker, Musikpädagoge und Musikadministrator.

## Leben und Wirken
Frank Adams Callaway war das jüngste der vier Kinder von Archibald Charles Callaway. Als Kind erlernte er das Geigenspiel und war Leiter eines Kinderorchesters. 1934 verließ er die Schule, lernte bei einem Schreibwarenhändler und wurde Handelsvertreter. Nebenbei absolvierte er ein Abendstudium am Christchurch Technical College, später begann er ein Wirtschaftsstudium an der University of Otago in Dunedin, wechselte aber 1939 an das Teachers Training College in Dunedin.
Bei Ausbruch des Zweiten Weltkrieges wurde er wegen seines schlechten Sehvermögens nicht zum Militärdienst zugelassen und als Sergeant bei der Central Band der Royal New Zealand Air Force als Fagottist, Arrangeur und musikalischer Leiter eingestellt. 1942 wurde er beurlaubt und konnte am King Edward Technical College in Dunedin Musikunterricht bei Vernon Griffiths nehmen. Gleichzeitig spielte er Bratsche und Fagott beim New Zealand Broadcasting Services Orchestra und studierte an der University of Otago Musik, wo er den Bachelor of Music erlangte. Im selben Jahr heiratete er die Pianistin Kathleen Jessie geb. Allan, mit der er seit 1940 verlobt war.
1946 erhielt er für Theme and Variations for String Orchestra den Philip Neill Memorial Prize der University of Otago. 1947 konnte er mit einem Reisestipendium der University of Otago in London an der Royal Academy of Music Musiktheorie, Dirigieren und Komposition studieren. Für seine Kompositionen erhielt er 1948 den Battison Haynes Prize und den Cuthbert Nunn Prize. Mit einem weiteren Reisestipendium ging er 1949 in die Vereinigten Staaten. Danach kehrte er nach Neuseeland zurück und arbeitete wieder am King Edward Technical College. In Dunedin leitete er Orchesterkonzerte und Musikfestivals.
1953 ging er nach Australien nach Perth, wo er an der Fakultät für Bildungswissenschaften der University of Western Australia Reader für Musik wurde. Er baute eine Musikabteilung auf und wurde 1959 Professor. 1961 lernte er die Geigerin Alice Ivy Wigmore kennen, die ihn zur Einrichtung einer Musikbibliothek anregte. Diese wurde 1966 gegründet und nach der Mutter von Alice Ivy Wigmore, der Pianistin Alice Elizabeth Wigmore geb. Wallis, benannt.
Er begründete 1967 das Australian Journal of Music Education, das er bis 1982 herausgab, und mit David Tunley das musikwissenschaftliche Journal Studies in Music, das bis 1992 erschien. Zusammen mit dem West Australian Symphony Orchestra organisierte er Workshops für junge Komponisten. Er leitete den Universitätschor und trat mit ihm mit dem West Australian Symphony Orchestra auf. 1979 und 1984 organisierte er das Indian Ocean Arts Festival in Perth. Mit Bernard Heinze und John Hopkins gehörte er zum Beirat der Commonwealth Assistance to Australian Composers. 1967 war er Mitgründer der Australian Society for Music Education, die ihm zu Ehren seit 2005 zweijährlich den Callaway Doctoral Award vergibt. Seit 2009 wird außerdem der Lady Callaway Award vergeben.
Seit ihrer Gründung 1953 war er Mitglied der International Society for Music Education, von 1968 bis 1972 war er deren Präsident und danach Schatzmeister. 1988 wurde er zum Ehrenpräsidenten gewählt. Er war auch Gründungsredakteur der Zeitschrift International Journal of Music Education.
Er war Mitglied der australischen UNESCO-Kommission und nahm an Generalversammlungen und Kongressen in Europa, Australien und Nordamerika teil. Er war ab 1971 Vertreter von Australien im Internationalen Musikrat und von 1982 bis 1985 gewähltes Einzelmitglied. 1980 wurde er als Nachfolger von Yehudi Menuhin dessen Präsident und 1985 zum lebenslangen Mitglied gewählt. 1995 wurde er als zweite Person nach Nadia Boulanger mit dem IMC-UNESCO-Musikpreis für Musikpädagogik geehrt.
1984 wurde er emeritiert, sein Nachfolger auf dem Lehrstuhl wurde David Tunley. Im selben Jahr gründete die University of Western Australia die Frank Callaway Foundation, zu deren Förderern der Geiger Yehudi Menuhin, der Politiker Charles Court und die Unternehmerin Janet Holmes à Court gehören. Sie führt jährlich eine Callaway-Vorlesung durch und betreibt das Callaway International Resource Centre for Music Education. Das Callaway Centre beherbergt mehrere Sammlungen, darunter die von Frank Callaway selbst (einschließlich handsignierter Briefe und Partituren von Komponisten wie Franz Liszt, Edward Elgar, Frederick Delius, Percy Grainger und Dmitri Kabalewski), des Musikethnologen John Blacking, des Dirigenten Verdon Williams, der Pianistin Eileen Joyce und die umfangreiche Sammlung des Musikhistorikers Peter Burgis („Handa-Collection“ nach dem japanischen Mäzen Haruhisa Handa) mit Erinnerungsstücken an die Sopranistin Nellie Melba und den Bassbariton Peter Dawson.
Callaway wurden einige Kompositionen gewidmet. Peter Sculthorpe komponierte das Stück Sun Song, das 1984 in der Winthrop Hall der University of Western Australia uraufgeführt wurde. Dmitri Kabalewski komponierte zwei Fanfaren, 1974 die ISME Fanfares mit der Widmung To my dear friend Frank Callaway who gave me the idea to compose this piece. Thank you very much! Sincerely yours, D. Kabalevsky und 1984 die Fanfare for Brass Ensemble.
Frank Callaway verstarb nach längerer Krankheit am 22. Februar 2003 in Perth. Er hatte zwei Söhne und zwei Töchter. Seine Frau Kathleen verstarb 2007 in Perth.

## Auszeichnungen und Ehrungen
- 1970: Offizier des Order of the British Empire[20]
- 1975: Companion des Order of St Michael and St George[21]
- 1975: Ehrendoktor der University of Western Australia[12]
- 1975: Western Australian Citizen of the Year Award (Arts)
- 1980: Knight Bachelor[22]
- 1982: Ehrendoktor der Universität Melbourne
- 1988: Sir Bernard Heinze Memorial Award
- 1991: Percy Grainger Medaille[12]
- 1995: Offizier des Order of Australia[23]
- 1995: IMC-UNESCO-Musikpreis für Musikpädagogik
- Fellow der Royal Academy of Music in London[12]
- Fellow des Australian College of Educators[12]

## Schriften
- mit David Tunley (Hrsg.): Australian composition in the twentieth century. Oxford University Press, Melbourne/New York 1978, ISBN 978-0-19-550522-1.
- (Hrsg.): Essays in honour of David Evatt Tunley. University of Western Australia, Nedlands 1995, ISBN 978-0-86422-409-5.